# جون غيبونز (مجدف)
جون غيبونز (بالإنجليزية: John Greville Gibbons)‏ هو مجدف نيوزيلندي، ولد في 19 يونيو 1943 في ويلينغتون في نيوزيلندا.

## وصلات خارجية
- جون غيبونز على موقع الاتحاد الدولي للتجديف (الإنجليزية)
- جون غيبونز على موقع اللجنة الأولمبية الدولية (الإنجليزية)
- جون غيبونز على موقع أوليمبيديا (الإنجليزية)